# Qin Mu
Qin Mu (chinesisch 秦牧, Pinyin Qín Mù; * 19. August 1919 in Hongkong; † 14. Oktober 1992 in Guǎngzhōu an Herzversagen) war ein bedeutender chinesischer Schriftsteller und Essayist. Er verfasste eine Vielzahl an Essays, Romanen, Theaterstücken sowie Arbeiten zur Literaturtheorie.